# Université russe de l'Amitié des peuples
 (septembre 2011).
Si vous disposez d'ouvrages ou d'articles de référence ou si vous connaissez des sites web de qualité traitant du thème abordé ici, merci de compléter l'article en donnant les références utiles à sa vérifiabilité et en les liant à la section « Notes et références ».
L'université russe de l'Amitié des peuples Patrice Emery Lumumba (URAP ; en russe : Российский университет дружбы народов, РУДН) est un établissement d'enseignement supérieur d'État de Russie, elle a le statut d'université fédérale. L'URAP a été établie par l'arrêté du gouvernement de l'URSS du 5 février 1960. De 1961 à 1992 le nom officiel de l'université était université Patrice-Lumumba, en l'honneur de Patrice Lumumba, héros de la décolonisation du Congo belge.
L'URAP est un grand ensemble d'études et de recherches qui dispose d'une structure polyvalente : on trouve ici dix facultés principales (droit, économie, sciences physiques et mathématiques, lettres, sciences humaines et sociales, génie, médecine, agriculture, écologie), trois facultés de formation continue spécialisée, trois unités communes de formation universitaire, sept instituts, trente-trois centres d'études et de recherches et 150 laboratoires.
L'URAP se distingue par son côté multinational. L'équipe des enseignants, étudiants, doctorants compte plus de 450 nationalités et ethnies provenant de 158 pays. Au total l'URAP compte environ 25 000 étudiants et doctorants.
Le recteur est Vladimir Mikhaïlovitch Filippov, ancien ministre de l'Éducation de la fédération de Russie (1998-2004) et membre de l'Académie de l'Éducation.

## Historique

### Création
L’université de l’Amitié des peuples fut  établie le 5 février 1960 par la décision du Gouvernement de l’URSS. Le 22 février 1961 le nom de Patrice Lumumba lui fut attribué.
Le 22 février 1961 le nom de Patrice Lumumba — Premier ministre du Congo, un des symboles du mouvement de libération des peuples africains — fut attribué à l'université. Le choix de ce nom est caractéristique de l'importance accordée par la Russie,l'URSS à l'époque, à son influence en Afrique dans la continuité de son soutien aux mouvements de décolonisation, en formant dans ses universités les cadres de ce continent.
Les cours à la faculté préparatoire de l’UAP ont débuté le 1er septembre 1960  et en 1961 aux facultés principales (de génie, des lettres et d’histoire, de médecine, d’agriculture, des sciences physiques, mathématiques et naturelles, d’économie et de droit). La première promotion comptait 228 jeunes spécialistes venus de 47 pays, elle date de 29 juin 1965. En 1964 l’université fut acceptée parmi les membres de l’Organisation internationale des universités, et eut la possibilité d’être représentée officiellement aux festivals mondiaux des jeunes et des étudiants.
En 1975, l'ordre de l'Amitié des peuples fut attribué à l’UAP pour le mérite de formation des spécialistes pour les pays d’Asie, d’Afrique et d’Amérique latine.

### UAP Patrice Lumumba — URAP

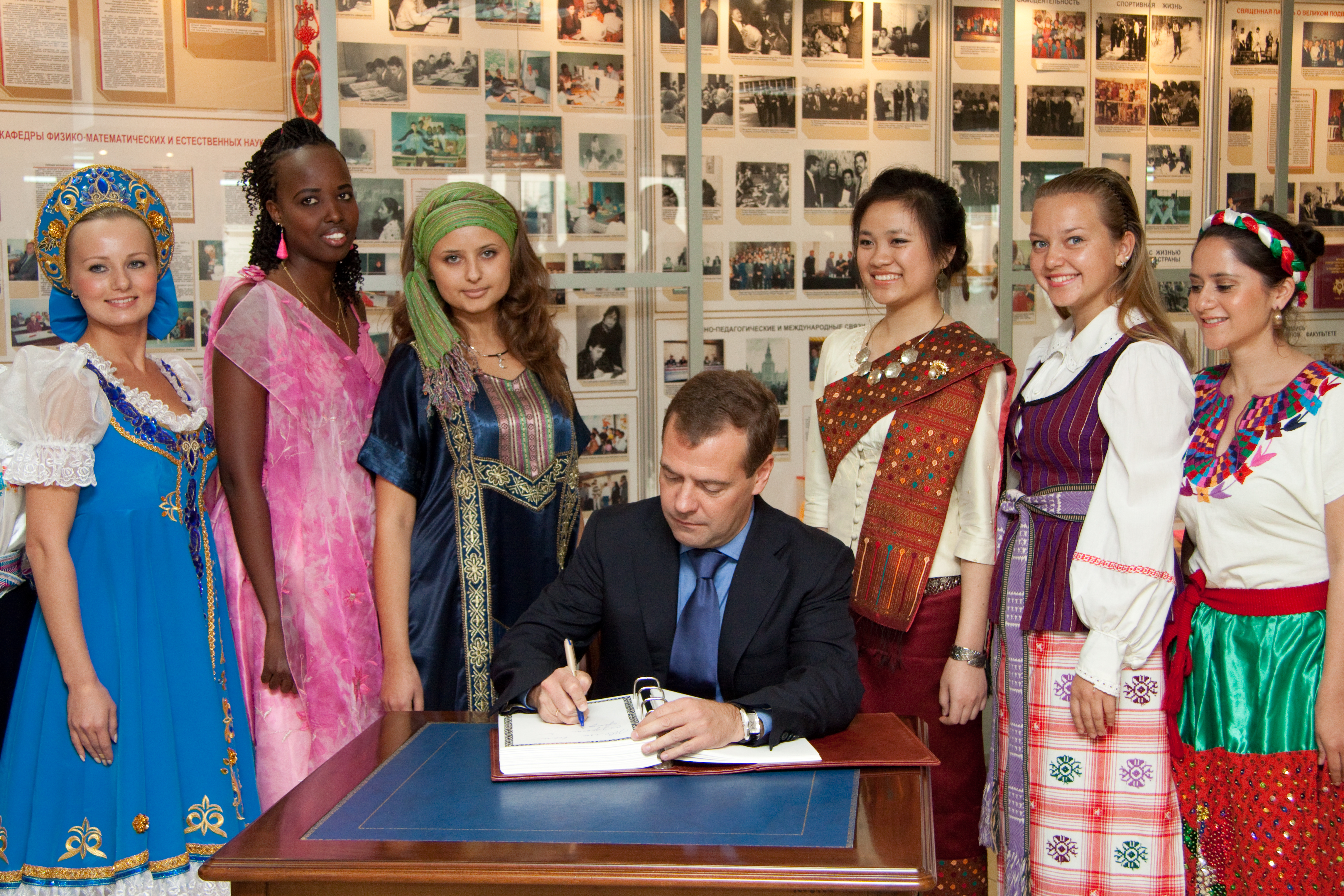
Le président russe Dmitri Medvedev visitant l'université en 2011.

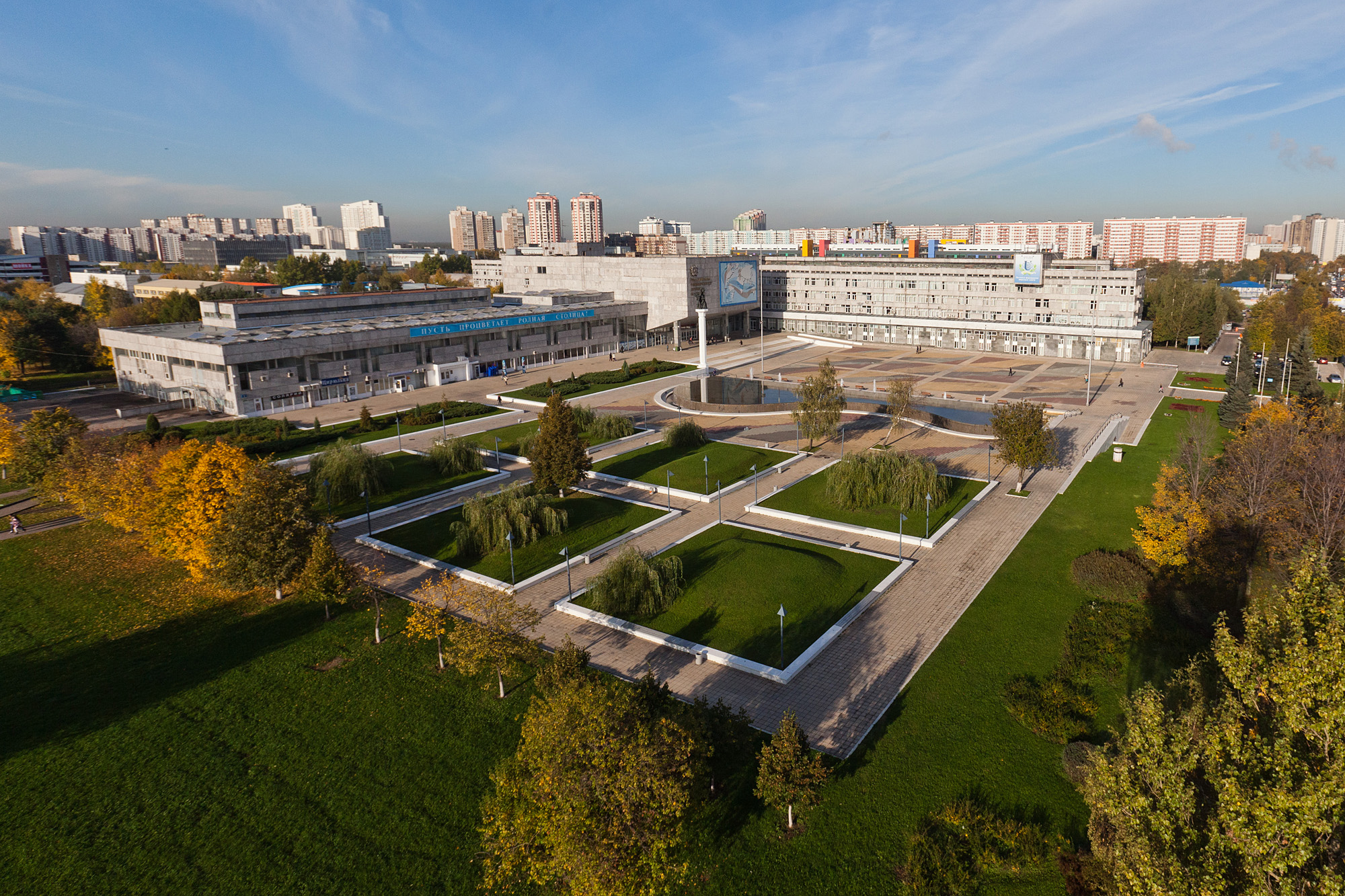
Bâtiment principal.

Le 5 février 1992, le gouvernement de la fédération de Russie attribue à l'université le nom de « université russe de l'Amitié entre les peuples ». Le gouvernement de la fédération de Russie devient ainsi fondateur de l'URAP.
Dans les années 1990, les nouvelles facultés apparaissent à l’université (écologie, économie, droit, lettres, sciences humaines et sociales, formation continue pour enseignants de la langue russe en tant que langue étrangère, formation continue pour spécialistes en médecine), instituts éducatifs (langues étrangères, économie mondiale et business, formation à distance, hôtellerie et tourisme, gravitation et cosmologie), les systèmes de formation pré- et post-universitaire sont mis au point. À cette époque l’URAP introduit également le système de formation : licence-master. Le 50 000e diplôme de l’URAP est attribué en 2006 : il est remis à José Atiensiya Villagomes (Equador), diplômé de la faculté de génie.
En 2000 la chaire de la politique éducative comparée, qui porte le statut de la chaire de l’UNESCO, est inaugurée à l’URAP.

## Campus

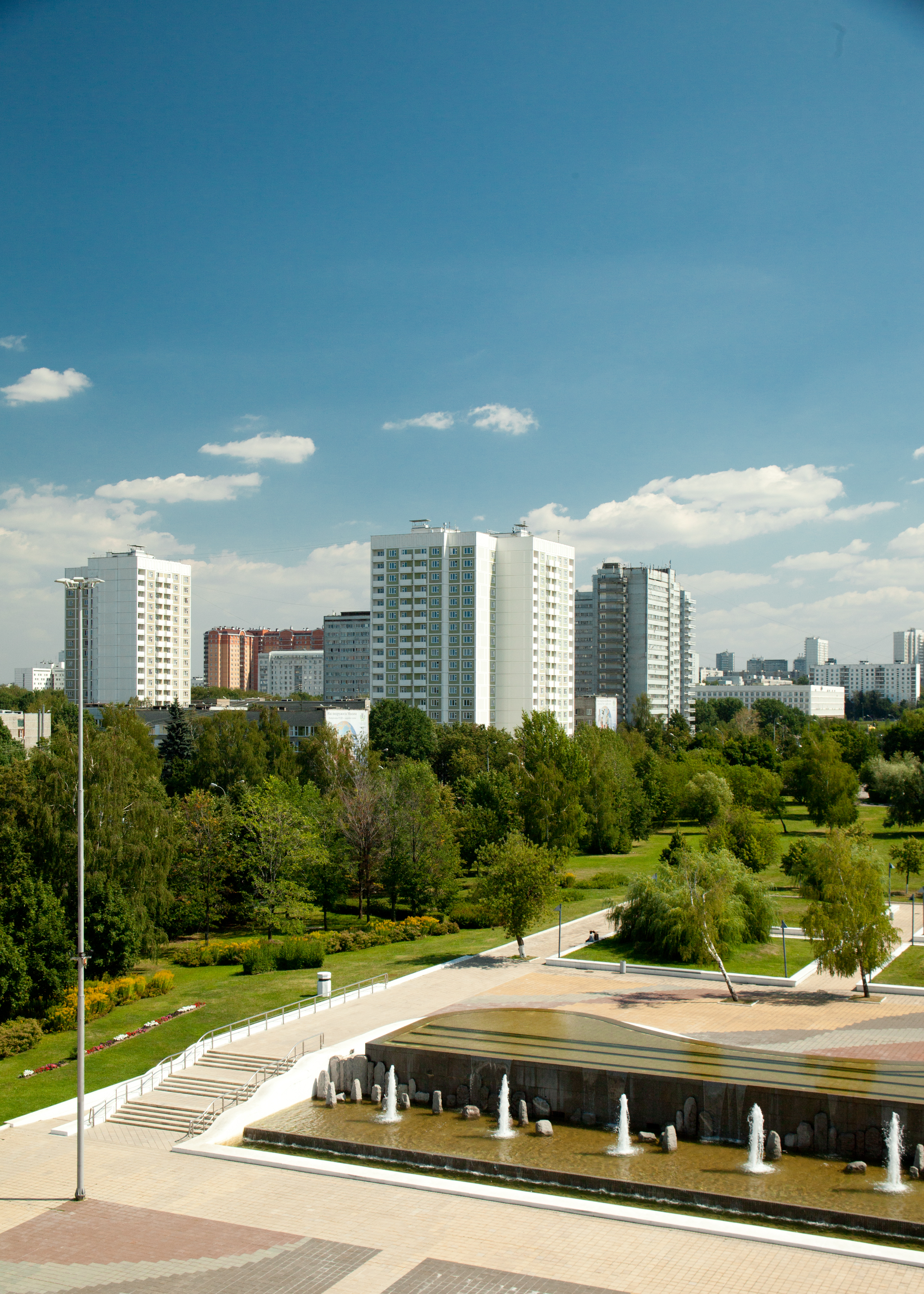
Campus.

L’URAP dispose d’une cité universitaire située rue Mikloukho-Maklaya, elle héberge plus de 7 000 étudiants et doctorants.
Sur le territoire du campus se trouvent également :
- un bâtiment principal - « krest » (là se situent le Rectorat, les services et organisations universitaires, les facultés suivantes : Droit, Lettres, Économie, école internationale de commerce) ;
- une faculté d’agriculture ;
- une faculté de médecine ;
- une faculté propédeutique ;
- une faculté des sciences humaines et sociales ;
- des archives ;
- un complexe sportif avec ses quatre terrains de foot, six courts de tennis extérieurs et neuf couverts ;
- une polyclinique no 25, centre médical de l’URAP ;
- un centre international de culture « Interclub » ;
- un cybercafé ;
- des restaurants cuisine nationale, cantines et cafés ;
- des magasins dans chaque bâtiment de la résidence universitaire ;
- un poste de police sur le territoire de l’URAP.

Les facultés de génie et des sciences physiques, mathématiques et naturelles se trouvent rue Ordjonikidzé, la faculté d’écologie se situe chaussée Podolskoé.
Selon les résultats du concours « Notre maison étudiante », organisé par le département de politique familiale et auprès des jeunes de la ville de Moscou, la résidence universitaire de l’URAP est classée la meilleure de Moscou.

## Projets et programmes d’études
En 2007 le programme éducatif de l’URAP  "Mise au point d’un ensemble des programmes éducatifs d’innovation et d'un milieu éducatif d'innovation afin de permettre la réalisation efficace des intérêts d’État de fédération de Russie par le biais de l’exportation de l’éducation" a été soutenu par le ministère de l’Éducation et de la Science de la fédération de Russie dans le cadre du projet national prioritaire « Éducation ».
En 2011-2012 neuf projets éducatifs de l’URAP gagnent le concours des « Meilleurs programmes éducatifs d’innovation en Russie » (dont Mathématiques, Mathématiques et sciences d’information, Informatique fondamentale et technologies d’information, Mathématiques appliquées et informatique, Jurisprudence, Relations internationales, Économie).
En conformité de l’oukase du président de la fédération de Russie no 293 du 12 mars 2012, à partir de 2012 l’université (tout comme l’université d’État de Moscou et l’université d’État de Saint-Pétersbourg) a le droit de concevoir ses propres projets éducatifs et surveiller indépendamment leur réalisation.

## Formation et recherche

### Personnel
77,000 diplômés de l’URAP dont plus de 5,500 doctorants et docteurs ès sciences travaillent dans 170 pays. Aujourd’hui l’URAP compte 29,000 étudiants, doctorants, résidents et stagiaires de 140 pays du monde y compris les représentants de 450 peuples et nations.
L'équipe de 4,500 collaborateurs dont 2,826 enseignants professionnels travaille à l'URAP. Il y a environ 600 professeurs et docteurs ès sciences, plus de 1,300 maîtres de conférences et candidats au titre de docteur ès sciences. Parmi les enseignants il y a 16 académiciens et membres correspondants de l'Académie des sciences de Russie comme des autres académies d'État de Russie, 52 membres des Académies publiques, 50 scientifiques émérites de la fédération de Russie, 116 collaborateurs émérites des Grandes Écoles de Russie. 26 enseignants de l'URAP sont membres actifs d'académies et sociétés savantes étrangères.

### Recherche
L'université compte des descriptions de plus de 870 certificats d'invention et de 150 brevets de la fédération de Russie dans presque tous les domaines de l'activité de recherche de l'URAP.
Plus de 500 membres de l’équipe de l’URAP sont inventeurs et scientifiques. Le fonds intellectuel de l’université compte plus de 900 inventions et 282 brevets de la fédération de Russie.
L’URAP participe à la réalisation des projets de recherche dans les domaines prioritaires, y compris sur la commande des compagnies russes et étrangères.
EN 2010 trois ouvrages d’innovation de l’URAP ont obtenu des médailles d’or Innovations for investments to the future discernées par l’Union russo-américaine pour le commerce.
En 2011 le travail de recherche est mené dans le cadre des programmes fédéraux qui suivent : « Cadres chercheurs et enseignants de la Russie d’innovation », « La langue russe », « Recherches et conceptions dans les domaines prioritaires de développement du complexe scientifique et technologique de la Russie,années 2007-2013 », « Développement du potentiel scientifique des Hautes Écoles » et d’autres.
En 2011 l’université est parmi les gagnants du concours pour le soutien des programmes de développement stratégique des universités d’État, qui visent une gestion plus efficace des universités, une réactualisation de la structure et de contenu de l’enseignement par rapport aux demandes du marché de travail et à la stratégie du développement social et économique du pays.

## Activité internationale

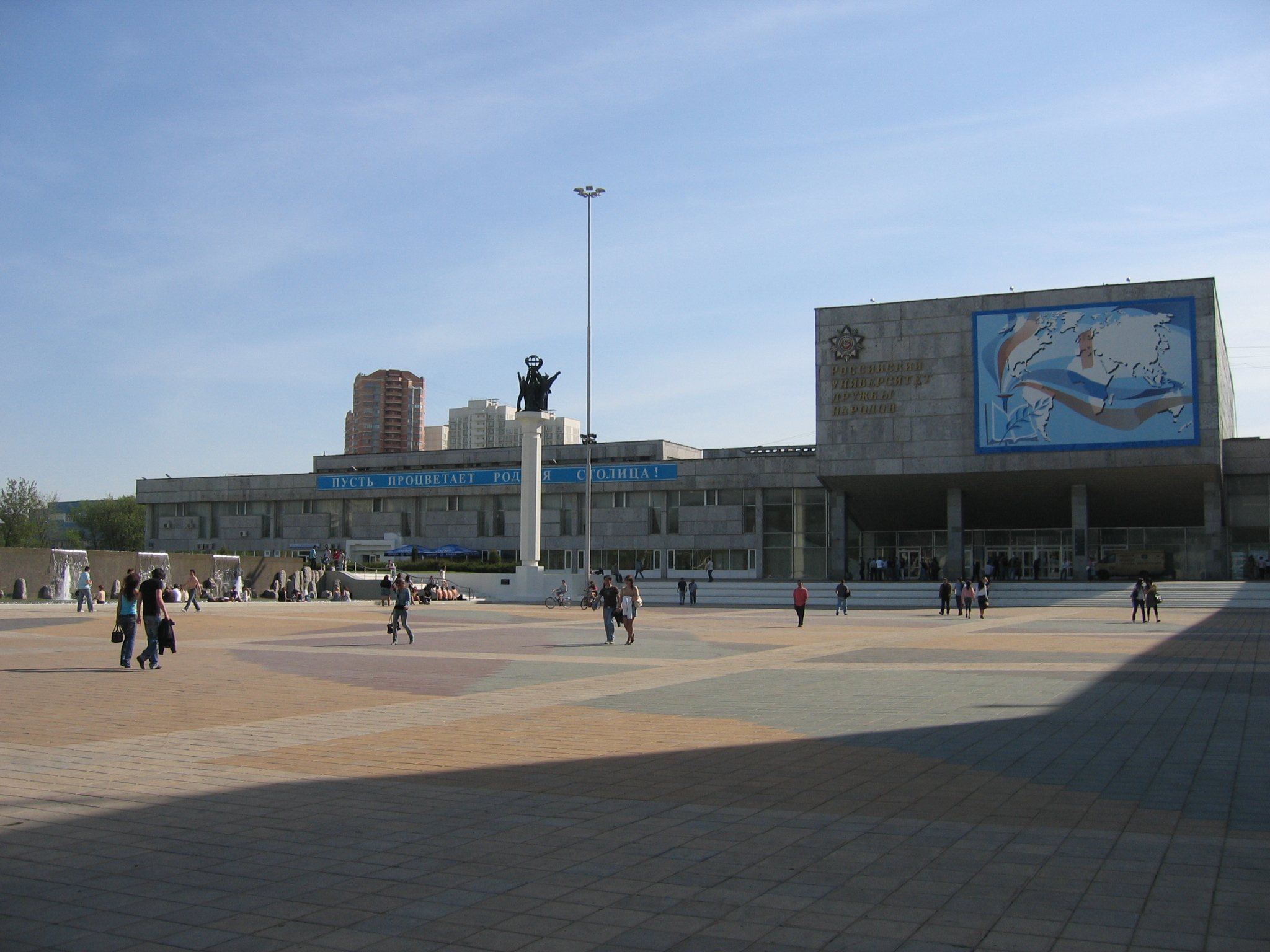
Parvis à l'entrée de l'université.

L’activité internationale de l’URAP a pour but d'amener l’université à un niveau de plus en plus élevé dans le système d’enseignement supérieur de la fédération de Russie et de s’intégrer dans la communauté scientifique et éducative mondiale afin de garantir la qualité de la formation offerte et la faire correspondre aux standards partagés dans le monde.
Axes prioritaires de l’activité internationale de l’URAP :
- coopération avec les universités et organisations étrangères des pays d’Asie, d’Afrique, d’Europe et des États-Unis.
Participe aux programmes et forums de l’ONU, UNESCO, Conseil de l’Europe, Organisation de coopération et de développement économiques, Fondation européenne pour la formation. Membre de l’Association internationale des universités, l’Association européenne des universités, l’Association des universités d’Eurasie, l’Association européenne pour l’éducation internationale. La coopération avec les EES des pays-membres de la CEI (Arménie, Azerbaïdjan, Kazakhstan, Kirghizstan, Moldavie et Ukraine) est aussi parmi les axes prioritaires. Au total l’URAP a plus de 160 accords de coopération avec les universités étrangères, centres de recherche, organisations internationales pour la formation[21] ;
- mise au point des programmes et projets éducatifs internationaux ;
- travail de recherche commun (organisation des conférences et séminaires) ;
- échange des cadres enseignants ;
- la possibilité des stages à l’étranger et la formation double diplômante pour les étudiants (les programmes de double diplôme existent déjà à l’URAP et 29 programmes sont en cours d’ouverture)[22].

En 2011 l’URAP devient premier au classement national des EES, critère « Activité internationale ».

## Formation à l'URAP

### Facultés
- Faculté des sciences physiques, mathématiques et naturelles
- Faculté de médecine
- Faculté d’agriculture
- Faculté d’écologie
- Faculté des sciences humaines et sociales
- Faculté des lettres
- Faculté de génie
- Faculté d’économie
- Faculté de droit
- Faculté de la langue russe et des disciplines du parcours général

### Instituts
- Institut des langues étrangères (IIYa RUDN)
- Institut d’hôtellerie et de tourisme (IGBiT RUDN)
- Institut des programmes internationaux (IMP RUDN)
- Institut d’économie mondiale et du business (Ecole internationale du business) —IMEB
- Institut d’études et de recherches de gravitation et cosmologie (UNIGK)
- Institut de formation continue (IDPO RUDN)

### UFR universitaires
- Chaire de politique éducative comparée
- Chaire de culture physique et de sport

## Filiales
- Sotchi, région de Krasnodar
- Iakoutsk, république de Sakha (Yakoutie)
- Essentouki
- Belgorod
- Stavropol
- Perm

## Personnalités liées à l'université

### Recteurs
- Serguey Vassilyevitch Roumyantsev (18 juillet 1913 – 1990), de février 1960 à septembre 1970.
- Vladimir Frantsévitch Stanis (1924 – 2003), d'octobre 1970 à juin 1993.
- Vladimir Mikhailovitch Filippov (né en 1951), de juin 1993 à septembre 1998.
- Dmitriy Pétrovitch Bilibine (né en 1937), recteur en exercice de septembre 1998 à avril 2004, nommé recteur jusqu’en mars 2005.
- Vladimir Mikhailovitch Filippov, réélu en mars 2005.

### Professeurs
- Nour Kirabaïev
- Vladimir Filippov

### Étudiants

#### Docteurshonoris causa
- Viktor Antonovitch  Sadovnitchiy, académicien de l'ASR, recteur de l'UEM Lomonossov (1995)
- Otto Hervardt (Allemagne), docteur en médecine, professeur, directeur de l'Institut de pathologie de l'université de Heidelberg (1995)
- Ulricht Kunat (Allemagne), docteur en médecine, professeur, docteur de la clinique chirurgicale de l'université libre de Berlin (1995)
- Saito Rakuro (Japon), président de l'Association japonaise des anciens prisonniers de guerre  (1995)
- Birendra Bir Bikram Shah Deva	(Népal), roi du Népal (1997)
- Sam Nujoma (Namibie), président de la république de Namibie (1998)
- Jose Eduardo Dos Santos (Angola), président de la république d'Angola (1998)
- Thabo Mvuyelwa Mbeki (Afrique du Sud), président de l'Afrique du Sud (1998)
- Georges Lochak (France), professeur, directeur de  recherche honoraire au Centre national de la recherche scientifique, France, directeur de la Fondation Louis de Broglie, rédacteur en chef de « Les annales de la fondation Louis de Broglie » (1998)
- Tchinguiz Aïtmatov (Kirghizistan), écrivain, homme public, ambassadeur extraordinaire et plénipotentiaire de la république du Kirghizistan dans les pays du Benelux et en France (1999)
- Sheik Hasina Wajed (Bangladesh), Premier ministre de la république populaire du Bangladesh (2000)
- Omar Bongo (Gabon), président de la République gabonaise (2001)
- Olusegun Obasanjo (Nigeria), président de la république fédérale du Nigeria (2001)
- Peter Dutkevitch (Canada), professeur à l'université Carleton, directeur de l'Institut de la recherche russe et européenne (2006)
- Franz Halberg (États-Unis), directeur du Centre chronobiologique de Minnesota (2006)
- Karim Qajymqanuly Massimov (Kazakhstan), Premier ministre de la république du Kazakhstan (2007)
- Matsuura Kōichirō (Japon), président directeur général de l'Organisation des Nations Unies pour l'éducation, la science et la culture (2008)
- Jan Sadlak (Pologne), directeur du Centre européen pour l'enseignement supérieur (CEPES) (2008)
- Mahinda Rajapaksa (Sri-Lanka), président du Sri Lanka (2010)
- Bharrat Jagdeo (Guyana), président de la république coopérative du Guyana (2010)
- Evgueni Primakov (Russie), président de la Chambre de commerce et d'industrie de la fédération de Russie, académicien, membre du Présidium de l'Académie des sciences de Russie (2011)